# ساموداگاما
ساموداگاما (به لاتین: Samodagama) یک منطقهٔ مسکونی در سری‌لانکا است که در استان جنوبی (سری‌لانکا) واقع شده‌است.